# Vida de Sethos
Vida de Sethos, extraída das memórias privadas dos antigos egípcios (em francês:  Séthos, histoire, ou Vie tirée des monumens, anecdotes de l'ancienne Égypte, traduite d'un manuscrit grec) é um influente romance de fantasia publicado originalmente em seis volumes em Paris, em 1731, pelo abade francês Jean Terrasson. Uma tradução para o inglês de Thomas Lediard, publicada em Londres por J. Walthoe, apareceu em 1732.
Segundo a classicista Mary Lefkowitz, a Vida de Sethos:
pretende ser a tradução de um manuscrito antigo encontrado na biblioteca de um país estrangeiro não identificado, que é "extremamente ciumenta desse tipo de tesouro". Diz-se que o autor era um grego anônimo do século II d.C. Aqui Terrasson segue as convenções de antigos escritores de ficções históricas, como o autor da Hermética, que fingem que suas obras são traduções de escritos antigos que ninguém, exceto eles mesmos viram. Mas Terrasson tem o cuidado de não enganar completamente os seus leitores: assegura-lhes que a obra que “traduziu” para eles é uma ficção; .... Ele garante que, embora fictícia, a história se mantém próxima de fontes antigas, que, para comodidade do leitor, cita ao longo do texto. Mas diz também que “é natural supor” que o seu autor teve acesso a fontes originais (hoje perdidas), como memórias disponíveis nos arquivos sagrados do Egito, escritas por sacerdotes desconhecidos que acompanharam Sethos nas suas viagens. O leitor sofisticado divertir-se-ia com a noção de que o autor anônimo consultou estes documentos de outra forma desconhecidos, mas Terrasson não avisa os leitores menos instruídos de que não há de fato nenhuma razão para “supor” que estes documentos alguma vez existiram.
Esta obra de ficção do século XVIII é uma fonte primária do afrocentrismo e do tipo de história encontrada em livros populares como Black Athena: The Afroasiatic Roots of Classical Civilization  de Martin Bernal e Stolen Legacy: Greek Philosophy is Stolen Egyptian Philosophy de George James.
É também uma fonte central em teorias da conspiração que postulam uma subcultura pagã secreta de maçons, devotos de Satanás, e ambientalistas dedicados à derrubada do Cristianismo.

## História
O historiador grego Heródoto em suas Histórias (livro II, capítulo 141) escreve sobre um Sumo Sacerdote de Ptah chamado Sethos ( em grego:  Σεθῶν, Sethon ) que se tornou faraó e derrotou os assírios com intervenção divina. Este nome é provavelmente uma corruptela de Shebitku (ou Shabataka), o verdadeiro faraó da época, que era um kushita da Vigésima Quinta Dinastia.   Segundo Heródoto:

Depois dele subiu ao trono o sacerdote de Hefesto, cujo nome era Sethos. Este homem, disseram eles, negligenciava e não considerava a classe guerreira dos egípcios, considerando que não teria necessidade deles; e além de outros insultos que lhes impôs, ele também tirou deles os jugos de plantações de milho, que lhes havia sido dados como um presente especial nos reinados dos reis anteriores, doze jugos para cada homem. Depois disso, Sanacaribe, rei dos árabes e dos assírios, marchou com um grande exército contra o Egito. Então os guerreiros dos egípcios recusaram-se a vir em socorro, e o sacerdote, sendo levado a uma situação difícil, entrou no santuário do templo e lamentou, à imagem do deus, o perigo que estava iminente sobre ele; e enquanto ele lamentava assim, o sono veio sobre ele, e pareceu-lhe em sua visão que o deus veio e ficou ao lado dele e o encorajou, dizendo que ele não sofreria nenhum mal se saísse ao encontro do exército dos árabes; pois ele mesmo lhe enviaria ajudantes. Confiando nessas coisas vistas no sono, ele levou consigo, disseram, aqueles dos egípcios que estavam dispostos a segui-lo, e acampou em Pelusion, pois por ali veio a invasão: e nenhum da classe guerreira o seguiu, mas lojistas, artesãos e homens do mercado. Então, depois que eles chegaram, enxamearam à noite sobre seus inimigos ratos dos campos, e comeram suas aljavas e seus arcos, e ainda mais os cabos de seus escudos, de modo que no dia seguinte eles fugiram, e estando sem defesa de armas, grandes os números caíram. E atualmente este rei está no templo de Hefesto em pedra, segurando na mão um rato, e por letras inscritas ele diz estas palavras: "Que aquele que olha para mim aprenda a temer os deuses"— Heródoto